# カリウムチャネル

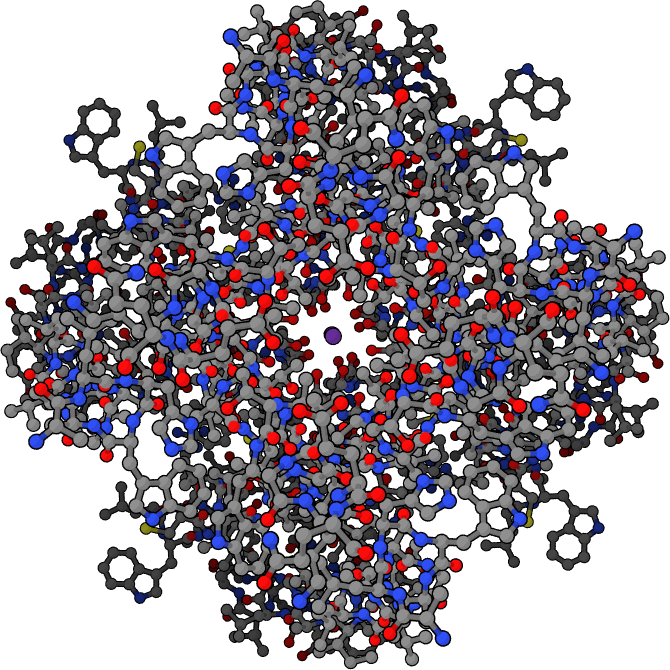
上から見たカリウムチャネル
紫の点はカリウムイオンを表す（PDB 1BL8）

カリウムチャネル（英語：potassium channel）とは、細胞膜に存在するイオンチャネルの一種である。ほとんどの細胞に存在し、カリウムイオンを選択的に通過させる。それによって細胞の機能を維持している。

## 機能
カリウムチャネルは、ニューロンのような興奮性細胞で活動電位と静止電位（いずれも活動電位を参照）を調節している。心筋のカリウムチャネルがうまく活動電位を調節できなくなった場合、心不全などを起こす可能性がある。カリウムチャネルはいくつかのホルモン（膵臓のβ細胞からのインスリンなど）の分泌の調整に関わっている。したがって、カリウムチャネルがうまく働かない場合は糖尿病等の疾病になる可能性もある。

## 種類
カリウムチャネルは大きく分けて以下の4種類に分けられる。
- 電位依存性カリウムチャネル（Voltage-gated potassium channel）

膜内外の電位差の変化によって開閉する電位依存性イオンチャネルである。
- カルシウム依存性カリウムチャネル（Calcium-activated potassium channel）

カルシウムイオン、もしくは他のシグナル分子の存在によって開閉する。
- 内向き整流カリウムチャネル（IRK、Kir、Inwardly rectifing potassium channel）
- 直列ポアドメインカリウムチャネル（Tandem pore domain potassium channel）[3]

もともと開いているか、もしくは「静止カリウムチャネル」のような高い基礎活性を有しており、ニューロンの膜電位を負に保つ働きをしている。
| クラスと構造             | サブクラス - 種類                                     | 機能                                          | ブロッカー                                                                                         | アクチベーター                                             |
| ------------------------ | ----------------------------------------------------- | --------------------------------------------- | -------------------------------------------------------------------------------------------------- | ---------------------------------------------------------- |
| 電位依存型 6T & 1P       | - hERG (Kv11.1) - KvLQT1 (Kv7.1)                      | - 活動電位の再分極 - 活動電位の頻度を調節     | - テトラエチルアンモニウム - 4-アミノピリジン（4-Aminopyridine） - デンドロトキシン（Dendrotoxin） |                                                            |
| カルシウム依存型 6T & 1P | - BKチャネル（BK channel） - SKチャネル（SK channel） | - 細胞内カルシウムを増加させる刺激後の抑制    | - アパミン - カリブドトキシン（Charybdotoxin）                                                     |                                                            |
| 内向き整流 2T & 1P       | Gタンパク質共役型                                     | - 多くのGPCRの抑制性の機能を介在              | - GPCRアンタゴニスト（直接作用しない）                                                             | - GPCRアゴニスト（直接作用しない）                         |
| 内向き整流 2T & 1P       | ATP依存型                                             | - ATPが減少すると開き、インスリン分泌量が減る | （間接的） - グリベンクラミド - トルブタミド (Tolbutamide）                                        | - ジアゾキシド（Diazoxide） - ピナシディール （Pinacidil） |
| 直列ポアドメイン 4T & 2P | - TWIK - TRAAK - TREK - TASK                          | - 静止電位を調節する                          | なし                                                                                               | - ハロタン                                                 |

## 構造

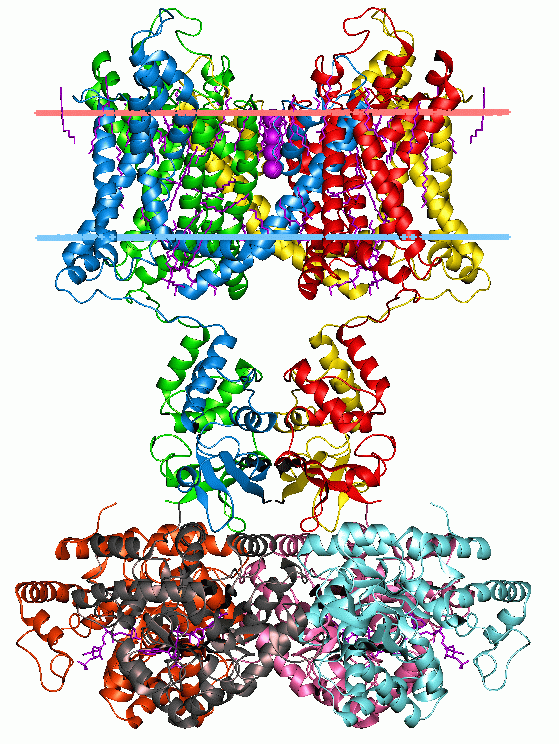
カリウムチャネル KvAPの構造
脂質二重層が赤と青の線によって示されている。紫の球はカリウムイオンを示している。

カリウムチャネルの結晶構造は、初め放線菌由来のカリウムチャネルKcsAについてロデリック・マキノンらによって解かれた。現在までに、ヒト由来のカリウムチャネル等多数のカリウムチャネルの結晶構造が報告されている。
カリウムチャネルは、イオン透過路を形成するポアドメインと刺激（膜電位、リガンド等）を受容するドメインから形成される。ポアドメインの構造はすべてのカリウムチャネルで高度に保存されており、刺激を受容するドメインはカリウムチャネル毎に多様な構造をとっている。
ポアドメインは対称な4量体として形成されている。ポアドメインを形成する各サブユニットは、2本の膜貫通ヘリックスとそれをつなぐポアループ（Pループ）からなる。この4量体の中央にはイオン透過路が形成され、イオン透過路上の細胞外側には選択フィルター、中央には中心孔、細胞内側にはヘリックスゲートがある。

### 選択フィルター

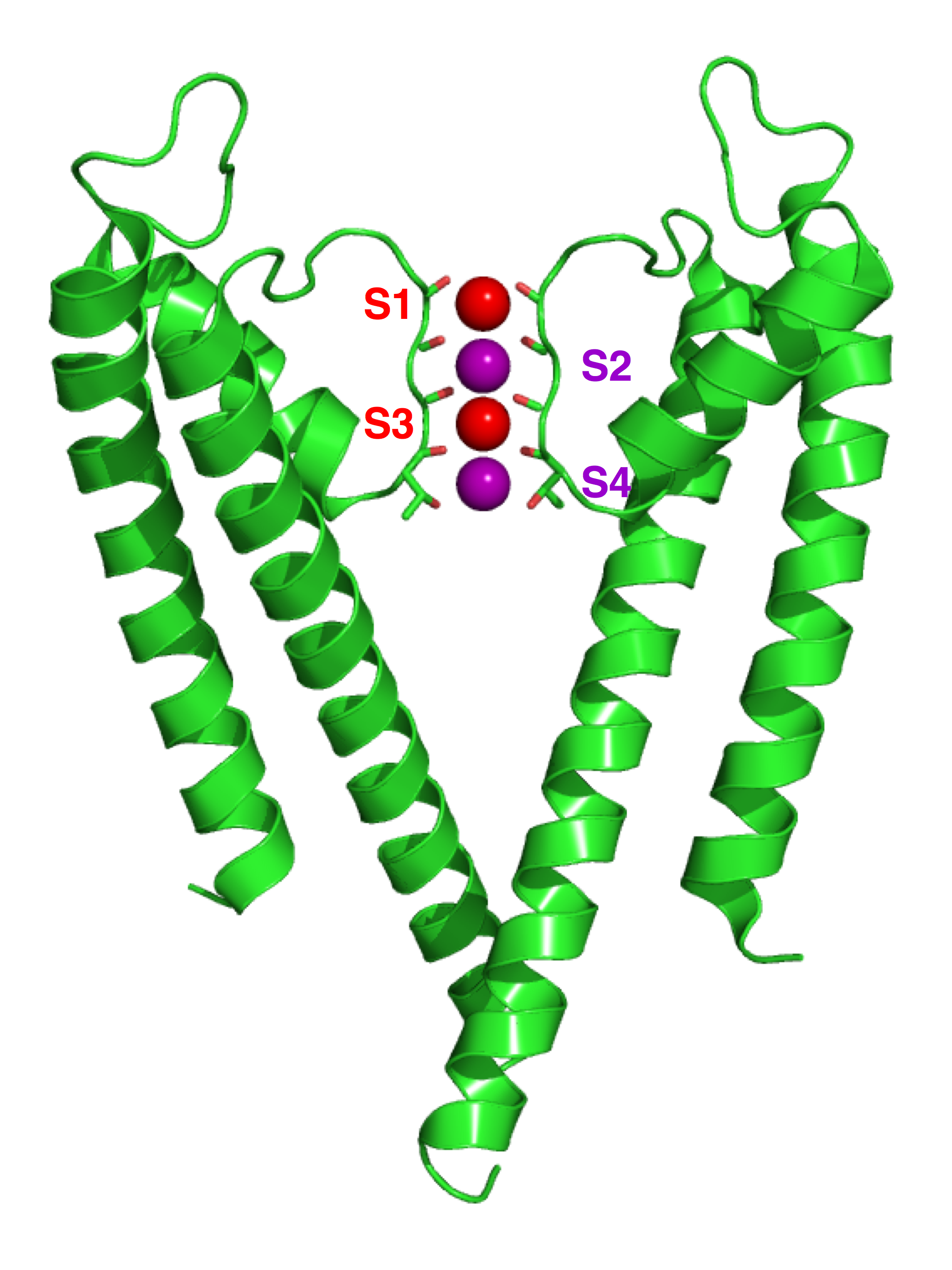
バクテリアのKcsaカリウムチャネルの構造（PDB 1K4C）
スレオニンの赤い部分は酸素原子、緑の部分は炭素原子を表す。紫の球はカリウム、赤い球は酸素原子である。

選択フィルターは、イオン透過路上の細胞外側に位置している。Pループ中の一部の残基によって形成され、選択フィルターのアミノ酸配列（TXGYG, X = I, V）および立体構造はカリウムチャネル間で高度に保存されており、選択フィルターによってカリウムイオンだけが透過できるようになっている。
選択フィルターは各アミノ酸の主鎖カルボニル酸素がイオン透過路側に向いた構造をとっている。選択フィルター中のカリウムイオンは脱水和した状態にあるが、これらのカルボニル酸素と配位することで脱水和した状態でも安定に存在することができる。このようにカリウムイオンが安定して存在できる場所は、選択フィルター中に4ヶ所存在する。
カリウムイオンの選択性は、カリウムチャネルと各イオンの親和性の違い、および選択フィルター上に4ヶ所のカリウムイオン結合部位が一列に存在していることによって生じていることが提唱されている。

### 中心孔
イオン透過路の中央部付近には、10 Å程度の広さの中心孔がある。細胞内側から細胞外側へカリウムイオンが通過する際には、中心孔までは水和した状態のカリウムイオンが到達し、中心孔から選択フィルターへと受け渡される際にカリウムイオンが脱水和する。
Pループ中にあるヘリックスのC末端側が中心孔に向いており、このヘリックスの電気双極子モーメントにより中心孔はわずかに負に帯電している。このために、中心孔ではカリウムイオンのようなカチオンが安定に存在することが可能となっている。

### ヘリックスゲート
イオン透過路の細胞内側には、ヘリックスゲートがある。この部位は膜電位の変化やリガンドの結合といった刺激に応じて開閉し、カリウムイオンの透過・非透過を制御している。

## ムスカリンカリウムチャネル
Gタンパク質共役型内向き整流性カリウムチャネルの中には、ムスカリン受容体によって活性化されカリウムイオンを透過するようになるものがある。これらはムスカリンカリウムチャネル（IKACh）と呼ばれる。Gタンパク質共役型内向き整流性カリウムチャネルにはGIRK1~GIRK4の4つのサブタイプがあるが、ムスカリンカリウムチャネルは2つのGIRK1と2つのGIRK4で構成されたヘテロ4量体である。
例えば、心臓に存在しているムスカリンカリウムチャネルは副交感神経のM2ムスカリン受容体によって活性化され、外向きのカリウムイオン電流を生じることで心拍数を低下させる。

## 参考・注釈
1. ↑  Hille, Bertil (2001). “Chapter 5: Potassium Channels and Chloride Channels”. Ion channels of excitable membranes. Sunderland, Mass: Sinauer. pp. pages 131-168. ISBN 0-87893-321-2
2. ↑  Jessell, Thomas M.; Kandel, Eric R.（エリック・カンデル）; Schwartz, James H. (2000). “Chapter 6: Ion Channels”. Principles of Neural Science (4th edition ed.). New York: McGraw-Hill. pp. pages 105-124. ISBN 0-8385-7701-6
3. 1 2  （訳注）直列ポアドメインは「Tandem pore domain」に対する適切な日本語が見つからなかったため、暫定的に名付けた。
4. 1 2 3 4   Unless else specified in table, then ref is: Rang, H. P. (2003). Pharmacology. Edinburgh: Churchill Livingstone. ISBN 0-443-07145-4 Page 60
5. ↑  Doyle DA, Morais Cabral J, Pfuetzner RA, Kuo A, Gulbis JM, Cohen SL, Chait BT, MacKinnon R (1998). “The structure of the potassium channel: molecular basis of K+ conduction and selectivity”. Science 280 (5360):  69–77. doi:10.1126/science.280.5360.69. PMID 9525859.
6. ↑  Zhou Y, Morais-Cabral JH, Kaufman A, MacKinnon R (2001). “Chemistry of ion coordination and hydration revealed by a K+ channel-Fab complex at 2.0 Â resolution”. Nature 414 (6859):  43–8. doi:10.1038/35102009. PMID 11689936.